# Wilhelm Keitel (Dirigent)

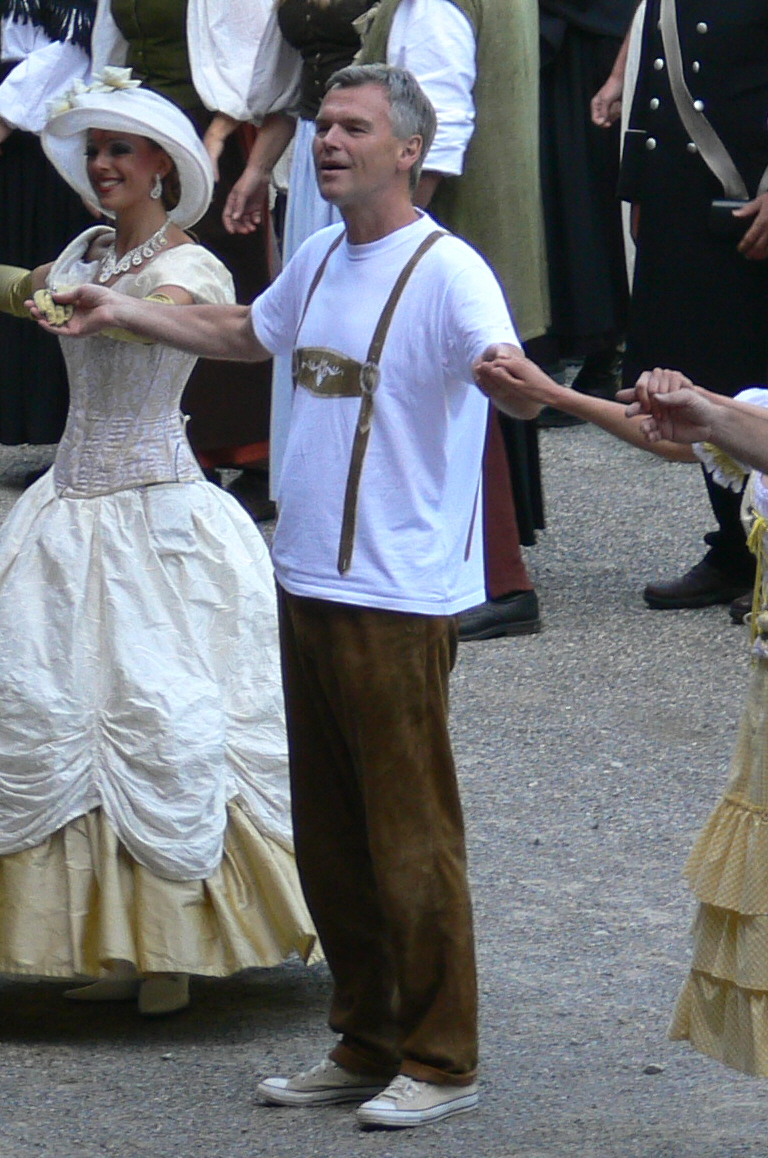
Wilhelm Keitel beim Schlussapplaus nach einer Vorstellung der Operette Der Vogelhändler bei den Freilichtspielen Altusried, 2010

Wilhelm Keitel (* 2. Februar 1951 in Schwäbisch Hall) ist ein deutscher Dirigent.

## Leben
Wilhelm Keitel erhielt seine Ausbildung bei Wolfgang Trommer und Charles Mackerras in Wien sowie bei Leonard Bernstein und Seiji Ozawa in Tanglewood und New York. Von 1980 bis 1984 war Keitel der musikalische Leiter der Württembergischen Landesbühne Esslingen. 1984 war er ein Stipendiat der Kunststiftung Baden-Württemberg und Assistent bei Christoph Eschenbach beim Tonhalle-Orchester in Zürich. 1986 folgte eine Assistenz bei Zoltán Peskó an der Opéra National de Paris. Von 1985 bis 1987 arbeitete Keitel als Dramaturg und Kapellmeister am Stadttheater Würzburg. 1989 gründete er die Festspiele Rossini in Wildbad.
Im Juni 1987 dirigierte er Glucks Orfeo ed Euridice in Stuttgart, ab April 1997 im Opernhaus von Manaus Carmen und La traviata. Es folgten verschiedene Rundfunk- und Fernsehaufnahmen für SWR, SDR, NDR, RAI, BBC, Norwegischer Rundfunk und ORF.
1994 gründete Keitel das Minsk Orchestra, mit dem er zahlreiche CDs produzierte und mehrere Europa-Tourneen machte. Seit 2003 ist er Inhaber eines eigenen Labels, in dem er unter anderem Rossinis Tancredi mit Altus Matthias Rexroth in der Titelrolle veröffentlichte.
Seit 2000 kooperiert Keitel mit der Bolschoi Oper Minsk. 2007/2008 war Keitel künstlerischer Leiter des Festivals Monschau Klassik. Eine erste Zusammenarbeit mit dem Belarussischen Radio- und TV-Symphonieorchester (RSO Minsk) ergab sich zu Franz Liszts Geburtstag 2011 mit dessen Faust-Sinfonie und im 2012 mit der Vierten Sinfonie von Johannes Brahms. Im Anschluss daran ernannte das Orchester Keitel zu seinem Chefdirigenten. 
Als Pianist trat Keitel 2012 zum ersten Mal beim Festival in Alamos/Mexiko in Erscheinung. Er begleitete den Sänger Christian Tschelebiew bei Schuberts Winterreise.

## Veröffentlichungen (Auswahl)
- mit Dominik Neuner: Gioachino Rossini. Albrecht Knaus, München 1992, ISBN 3-8135-0364-X.